# Бажаново
Бажа́ново (рос. Бажаново, удм. Бажан) — присілок в Малопургинському районі Удмуртії, Росія.
Урбаноніми:
- вулиці — Івановська, Нагірна, Шкільна

## Населення
Населення — 156 осіб (2010; 145 в 2002).
Національний склад станом на 2002 рік:
- удмурти — 93 %